# Departamento La Paz (Mendoza)
La Paz es un departamento en la provincia de Mendoza, Argentina, con cabecera en la localidad homónima, ubicada a 145 km desde la capital provincial. Limita al norte con el departamento Lavalle, al sur con San Rafael, al oeste con Santa Rosa y al este con la provincia de San Luis. 
El Departamento La Paz es un sitio estratégico y fundamental del Mercosur, al estar su territorio atravesado completamente por la Ruta Nacional 7 de este a oeste y por la Ruta Nacional 146. Estas dos vías comunican a la región con el resto del país y son claves en la integración del Mercado Común del Sur. Es la principal entrada a la Provincia de Mendoza, a través del Arco de Desaguadero.

## Historia

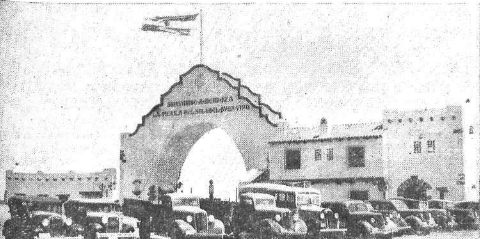
Arco del Desaguadero en la Ruta Nacional n°7 (1936)

Los primeros habitantes del territorio de La Paz fueron los huarpes, que llamaban a su región Yopacto y tenían como jefe al cacique Corocorto.
Los españoles llegaron a estas tierras al mando del capitán Sancho de Medrano. Para cumplir con la labor de evangelización de los pueblos originarios, se levantó con ramas y barro una pequeña capilla dedicada a San José, que fue remplazada por un pequeño templo, en los años 1760, que hoy guarda la imagen de Nuestra Señora de La Paz. Todos los 24 de enero se realiza la festividad religiosa, con novena y procesión alrededor de la plaza de la Villa Antigua.
A principio del siglo XVIII, era numeroso el tráfico de carretas mendocinas que se dirigían al Litoral con productos regionales. El recorrido era tan largo, que un alto importante en el camino eran las Postas del Desaguadero y San José de Corocorto. Por ello, el comandante Amigorena, bajo el gobierno de Rafael de Sobremonte, fundó el 24 de diciembre de 1791 el pueblo que llamó San José de Corocorto, hoy Villa Antigua.
El 4 de agosto de 1850 el gobernador Alejo Mallea renombró a la villa de Corocorto como La Paz y le asignó un territorio de más de 14 000 km², por lo que por el norte abarcaba también lo que hoy es parte del departamento Lavalle. El gobernador Mallea expropió los terrenos de la Villa San José de Corocorto, ordenó mudar el asiento de las autoridades a la Villa Nueva y le dio tanto a la Villa Nueva como al nuevo municipio el nombre de La Paz. La constitución provincial promulgada el 18 de noviembre de 1855 dividió el territorio de la provincia en cuatro departamentos: San Vicente (actual Godoy Cruz), San Carlos, San Martín y La Paz.
El 12 de octubre de 1936 como parte del Plan de Promoción Turístico fue inaugurado el Arco del Desaguadero por el gobierno de Ricardo Videla. Desde entonces es la principal puerta de ingreso a la provincia desde San Luis por la  Ruta Nacional 7.

### Referentes culturales
A lo largo de su historia, este departamento del este mendocino vio nacer dentro de su territorio a diferentes referentes culturales que supieron dejar su marca y trascender las fronteras de La Paz. Entre los más estacados se pueden mencionar a: 
- Félix Dardo Palorma: Conocido como el "Compadre de Cuyo", fue un cantor, músico y compositor argentino, originario de la Provincia de Mendoza. Autor de piezas icónicas del folclore cuyano como, "Pongale por las hileras", "La Refranera", "La Cumbreña", etc.

- Gabino Coria Peñaloza: fue un poeta y escritor argentino, célebre por haber compuesto las letras de tangos famosos como "Caminito" y "El Pañuelito". Fue letrista de grandes íconos del tanco argentino como Carlos Gardel.

- Enrique Dussel:  fue un académico, filósofo, historiador y teólogo reconocido internacionalmente por su trabajo en el campo de la Ética, la Filosofía Política, la Filosofía latinoamericana y en particular por ser uno de los fundadores de la Filosofía de la liberación, corriente de pensamiento de la que es arquitecto, habiendo sido también uno de los iniciadores de la Teología de la liberación.

## Geografía

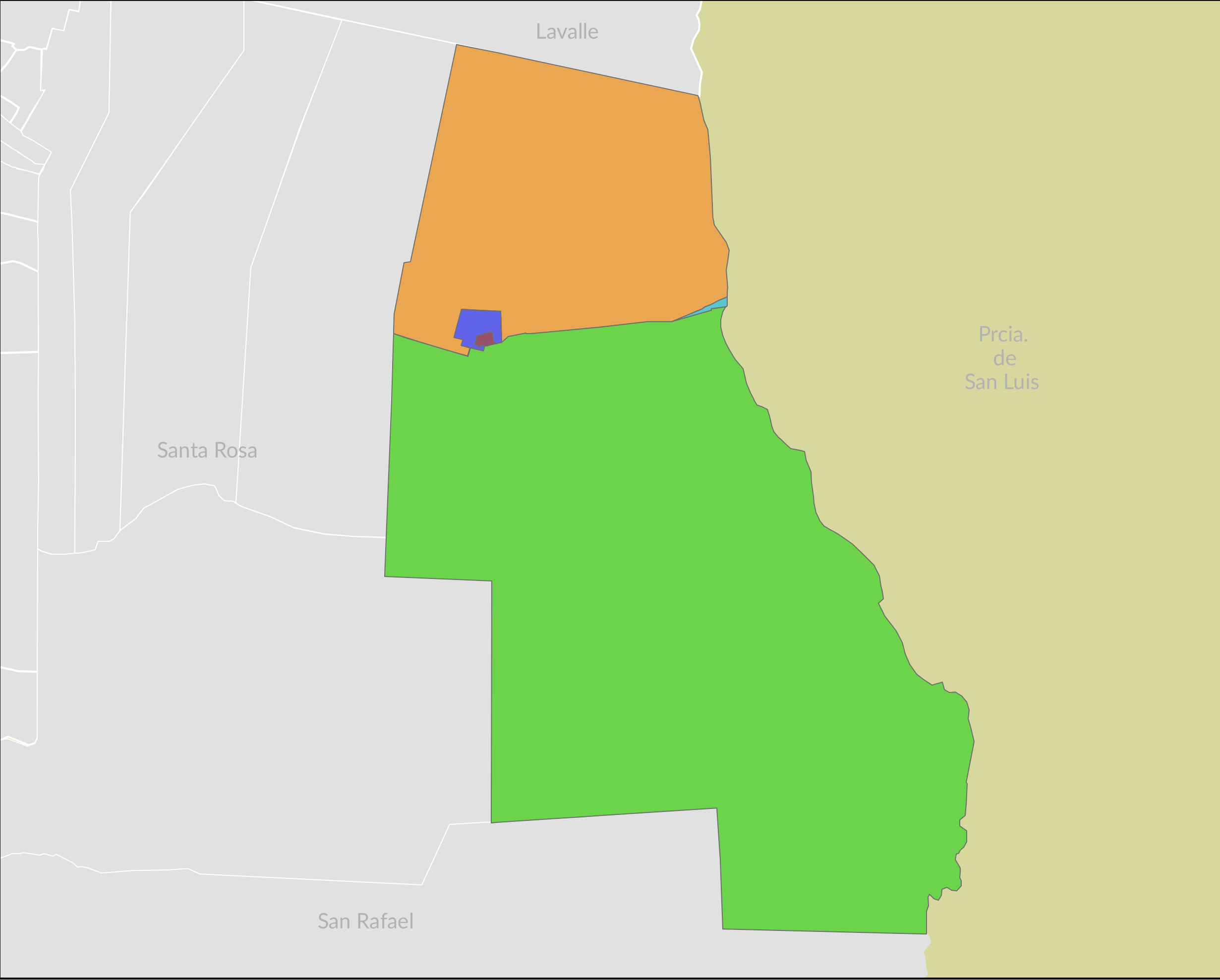
División política de La Paz.

El departamento se divide en varios distritos y parajes:
- Desaguadero
- Villa Antigua
- Villa Nueva de La Paz
- La Menta
- Las Chacritas

Parajes:
- La Gloriosa
- Lechucito
- El Campamento
- Cadetes de Chile (Abandonado)
- Maquinista Levet (Abandonado)
- Pampita (Abandonado)

### Población
Según el censo del INDEC en 2010 la población arrojó un resultado de 10 012 habitantes.
Para el censo 2022 el departamento registró 12 086 habitantes; lo que representó un aumento en la cantidad de personas del 20,7% mayor que el crecimiento poblacional provinciala situado en 17,5%. Estos datos le valieron al departamento tener la menor población y la segunda menor densidad poblacional de la provincia.

### Límites
El departamento de LA PAZ limita al norte con Lavalle, al oeste con Santa Rosa, al sur con San Rafael y al este con la provincia de San Luis.

### Fitogeografía
El departamento está ubicado dentro de la provincia fitogeográfica del Monte, predomina el estrato arbóreo de Prosopis Flexuosa (algarrobo dulce) asociado con Larrea Divaricata (jarilla) y Atriplex Lampa (zampa). La acción erosiva del viento ha dado lugar a la formación de los médanos y ha determinado también un tipo de vegetación diferente en ellos: Larrea Cuneifolia (ambas jarillas). En las zonas bajas de suelos arcillosos y de acumulación de agua, se forman los peladales o guadales debido a la desaparición de la vegetación.

### Clima
La Paz posee un clima templado semiárido con tendencia al cálido; la temperatura media es de 16,6 grados y las lluvias se elevan a los 276 mm. anuales. En general, se habla de una uniformidad climática en el ambiente de la planicie, con marcada influencia del anticiclón.

### Relieve
Comprendida en la Gran Llanura de la Travesía, La Paz posee suelos arenosos, salinos y cadenas de médanos, estos últimos aparecen en distintos sectores de la planicie. Esta unidad geomorfológica pertenece a una cuenca de sedimentación fluvial, lacustre y eólica que se formó a partir del terciario y el cuaternario. Los suelos se caracterizan por el poder receptivo y de infiltración para las aguas de las lluvias, lo que permite la construcción de pozos a cielos abiertos y la existencia de pequeños oasis de población.

### Superficie
El departamento de La Paz tiene una superficie de 7.105 km².

### Relación con el agua
Cuenta con una zona irrigada, al norte del departamento, que corresponde a la parte final de la cuenca del río Tunuyán. En este tramo, el río posee poco caudal y comienza a infiltrarse. Se abastece a través del Canal Santa Rosa-La Paz que posibilita la irrigación de fincas en la zona. La mitad sur de este departamento forma parte de la zona denominada
Huayquerías, donde se encuentran cauces secos, que solo llevan agua cuando se producen lluvias torrenciales. Quienes habitan esta zona se abastecen de agua mediante la construcción de pozos.

### Sismicidad
La sismicidad del área de Cuyo (centro oeste de Argentina) es frecuente y de intensidad muy alta, con un silencio sísmico de terremotos medios a graves cada 20 años.
- Sismo de 1861: aunque dicha actividad geológica catastrófica ocurre desde épocas prehistóricas, el terremoto del 20 de marzo de 1861 (164 años), con 12 000 muertes,[8] señaló un hito importante dentro de la historia de eventos sísmicos argentinos ya que fue el más fuerte registrado y documentado en el país. A partir del mismo los sucesivos gobiernos mendocinos y municipales han ido extremando cuidados y restringiendo los códigos de construcción.[7] Con el terremoto de San Juan del 15 de enero de 1944 (81 años) los gobiernos tomaron estado de la enorme gravedad crónica de sismos de la región.
- Sismo de 1920: de 6,8 de intensidad, destruyó parte de sus edificaciones y abrió numerosas grietas en la zona. Hubo 250 muertes por destrucción de casas de adobe[8][7]
- Sismo del sur de Mendoza de 1929: muy grave, y al no haber desarrollado ninguna medida preventiva, a pesar de haber transcurrido solo nueve años del anterior, mató a 30 habitantes por la caída de casas de adobe[7]
- Sismo de 1985: fue otro episodio grave,[9] de 9 s de duración, derrumbando el viejo Hospital del Carmen de Godoy Cruz.

Dado que el departamento se encuentra en plena llanura y no en el pedemonte o en la zona cordillerana, se encuentra relativamente alejado de los epicentros de los movimientos telúricos y por lo tanto las posibilidades de sufrir un sismo en las zonas cercanas es menor que en otras zonas de la provincia, así como la intensidad de los movimientos percibidos.

## Religión
La Paz es uno de los departamentos mendocinos con mayor índice de población católica (86.5%).
| \| Religión en La Paz (2019) \| Religión en La Paz (2019) \| Religión en La Paz (2019) \| Religión en La Paz (2019) \| Religión en La Paz (2019) \| \| ------------------------- \| ------------------------- \| ------------------------- \| ------------------------- \| ------------------------- \| \| \| \| \| Porcentajes \| \| \| Católicos \| Católicos \| \| 86.5 % \| 86.5 % \| \| Evangélicos \| Evangélicos \| \| 5.8 % \| 5.8 % \| \| Sin religión \| Sin religión \| \| 4.2 % \| 4.2 % \| \| Otros \| Otros \| \| 3.5 % \| 3.5 % \| |              |  |             |        |
| Religión en La Paz (2019) |              |  |             |        |
| |              |  | Porcentajes |        |
| Católicos | Católicos    |  | 86.5 %      | 86.5 % |
| Evangélicos | Evangélicos  |  | 5.8 %       | 5.8 %  |
| Sin religión | Sin religión |  | 4.2 %       | 4.2 %  |
| Otros | Otros        |  | 3.5 %       | 3.5 %  |

## Gobierno

### Intendentes desde 1983
| Partido                          | Partido | Intendente              | Inicio                  | Fin | Observaciones                                                                       |
| -------------------------------- | ------- | ----------------------- | ----------------------- | --- | ----------------------------------------------------------------------------------- |
|                                  | UCR     | Marcelino Héctor Blanco | 10 de diciembre de 1983 | marzo de 1987                                                                                                 | Primer intendente tras la vuelta a la democracia. Falleció en el cargo.             |
| María Magdalena Cornejo de Nieto | UCR     | marzo de 1987           | 10 de diciembre de 1989 | Interina. Primera intendenta de la Provincia de Mendoza.                                                      |                                                                                     |
|                                  | PJ      | Juan Carlos Márquez     | 10 de diciembre de 1989 | 10 de diciembre de 1991                                                                                       |                                                                                     |
| 10 de diciembre de 1991          | PJ      | Juan Carlos Márquez     | 10 de diciembre de 1994 | |                                                                                     |
|                                  | UCR     | Sergio Damián Pinto     | 10 de diciembre de 1995 | 10 de diciembre de 1999                                                                                       |                                                                                     |
| 10 de diciembre de 1999          | UCR     | Sergio Damián Pinto     | 10 de diciembre de 2003 | |                                                                                     |
| 10 de diciembre de 2003          | UCR     | Sergio Damián Pinto     | 23 de diciembre de 2005 | Dejó la intendencia, luego de ser convocado por el gobernador Julio Cobos como ministro de Desarrollo Social. |                                                                                     |
| Gustavo Daniel Pinto             | UCR     | 23 de diciembre de 2005 | 10 de diciembre de 2007 | |                                                                                     |
| Gustavo Daniel Pinto             | UCR     | 10 de diciembre de 2007 | 10 de diciembre de 2011 | |                                                                                     |
| Gustavo Daniel Pinto             | UCR     | 10 de diciembre de 2011 | 10 de diciembre de 2015 | |                                                                                     |
| Gustavo Daniel Pinto             | UCR     | 10 de diciembre de 2015 | 1 de mayo de 2018       | Renunció para asumir como diputado en la Cámara de Diputados de la Provincia de Mendoza.                      |                                                                                     |
| Diego Antonio Guzmán             | UCR     | 1 de mayo de 2018       | 10 de diciembre de 2019 | Interino. |                                                                                     |
|                                  | PJ      | Fernando Ubieta         | 10 de diciembre de 2019 | 10 de diciembre de 2023                                                                                       | Tras 24 años la Union Civica Radical perderia las elecciones municipales de La Paz. |
| 10 de diciembre de 2023          | PJ      | Fernando Ubieta         | En el cargo             | Gano la reelección con el 56.96% de los votos.                                                                |                                                                                     |

## Seguridad
Lo realizará a través de la creación de un centro de control y monitoreo de lugares públicos y estratégicos del departamento.Se trata de un centro de monitoreo, compuesto por un sistema de domos de vigilancia con capacidad de zoom óptico y cámaras fijas, ubicadas en diferentes puntos estratégicos del departamento.